# Aquädukt Sa Rughitulla

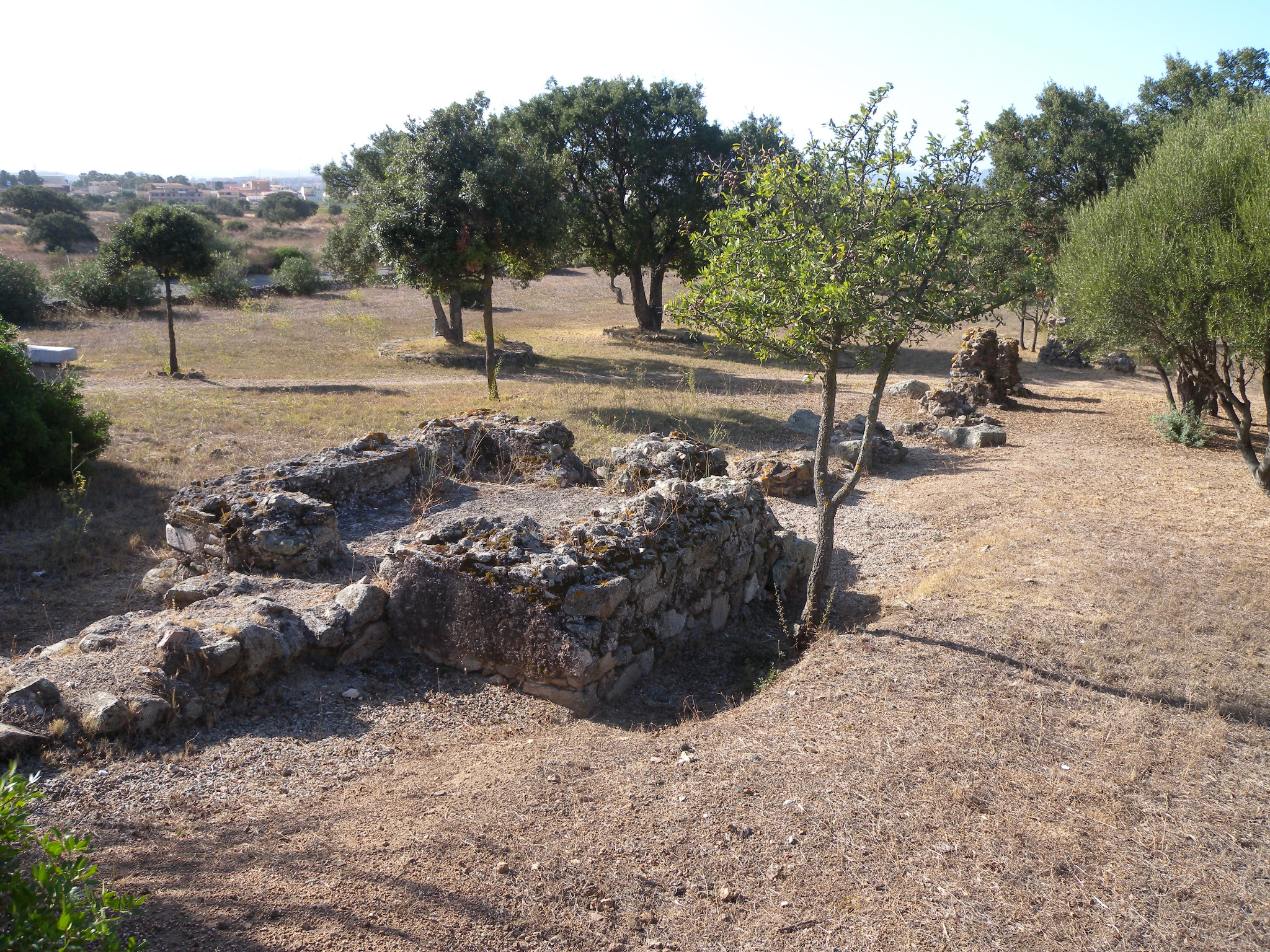
Römisches Aquädukt in Olbia

Der einst etwa sieben Kilometer lange Aquädukt Sa Rughitulla (italienisch Acquedotto Romano di „Sa Rughitulla“) wurde im 1. oder 2. Jahrhundert n. Chr. errichtet und versorgte das römische Olbia in der Provinz Nord-Est Sardegna auf Sardinien mit dem Wasser der Quellen von Cabu Abbas (deutsch „Anfang des Wassers“).
Die Reste dieses römischen Aquädukts stehen noch nördlich des Zentrums von Olbia auf in einem mit Steineichen bestandenen parkähnlichen Gelände, direkt neben der Bahnlinie nach Golfo Aranci. Auf etwa 50,0 m Länge erstrecken sich die fast zerstörten Reste der Fundamente und einige gestützte Rundbögen der ehemaligen Wasserleitung, die zunächst unterirdisch bis zu einem (erhaltenen) in den Fels gehauenen Sammelbecken verlief, wo der Aquädukt anschließt.